# Wolfgang Tiefensee

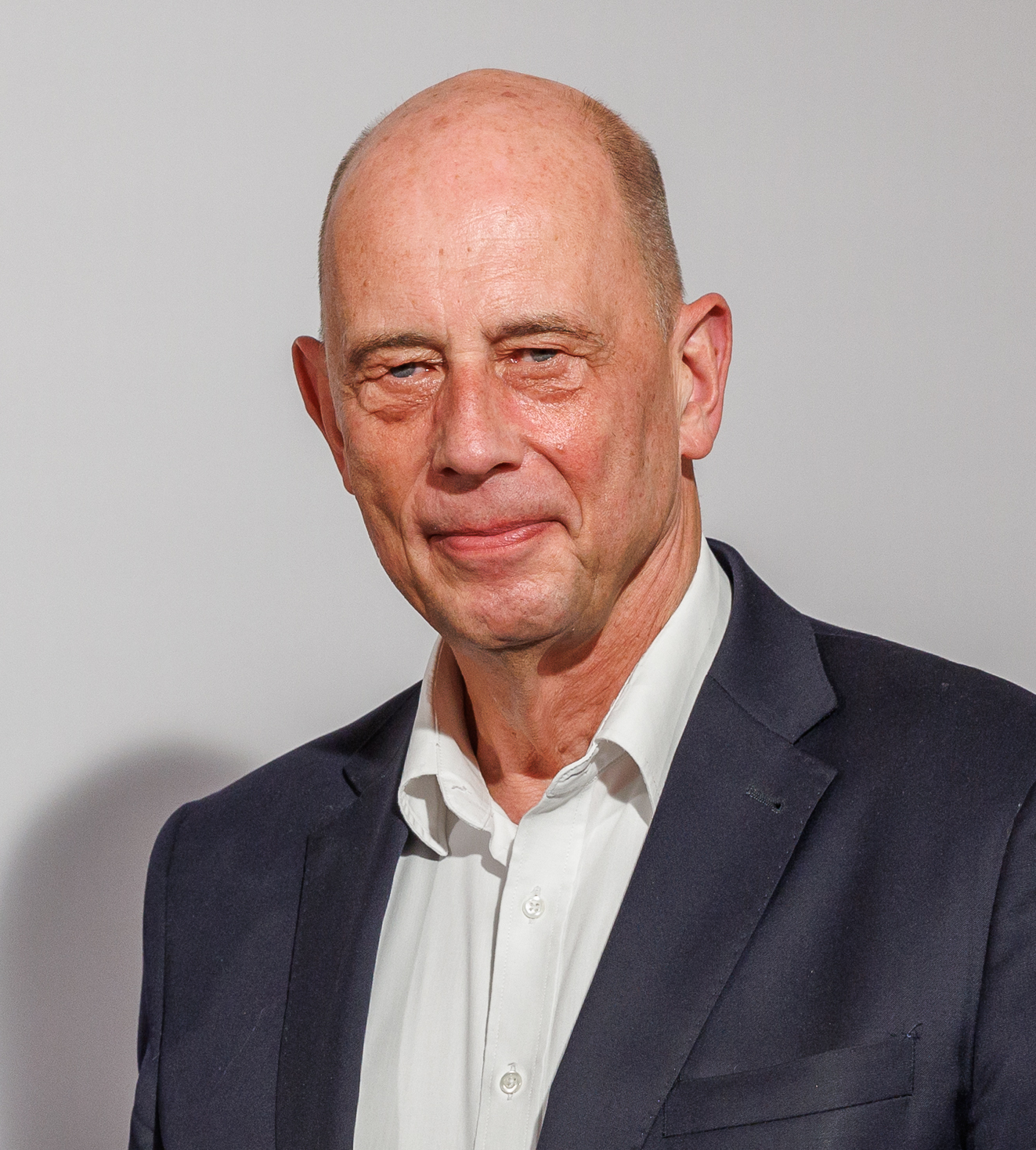
Wolfgang Tiefensee (2024)

Wolfgang Erwin Bernhard Tiefensee (* 4. Januar 1955 in Gera) ist ein deutscher Politiker (SPD). Er war zuletzt von 2014 bis 2024 mit kurzer Unterbrechung thüringischer Wirtschafts- und Wissenschaftsminister.
Zuvor war er von 1998 bis 2005 Oberbürgermeister von Leipzig und von 2005 bis 2009 Bundesminister für Verkehr, Bau und Stadtentwicklung sowie Beauftragter der Bundesregierung für die neuen Bundesländer im Kabinett Merkel I. Von 2012 bis 2014 war er wirtschafts- und energiepolitischer Sprecher der SPD-Bundestagsfraktion sowie Vorsitzender der Vereinigung Gegen Vergessen – Für Demokratie.
Im Rahmen seines Ministeramts war Tiefensee von März 2020 bis August 2021 stellvertretender Ministerpräsident Thüringens. Zwischen März 2018 und September 2020 war er Landesvorsitzender der SPD Thüringen. Er war deren Spitzenkandidat bei der Landtagswahl 2019 und wurde in den Landtag gewählt, legte sein Abgeordnetenmandat jedoch im Dezember 2019 nieder.

## Leben

### Herkunft und Schulzeit
Wolfgang Tiefensee wuchs in einer sehr musikalischen römisch-katholischen Familie als Sohn des Komponisten Siegfried Tiefensee auf und erhielt frühzeitig Instrumentalunterricht. Als Schüler gewann er am Cello den Leipziger Bachpreis, schlug jedoch keine musikalische Karriere ein.
Auf Grund seiner christlichen Erziehung war er nicht Mitglied der Jungen Pioniere und der FDJ, nahm nicht an der Jugendweihe teil und verweigerte den Dienst an der Waffe in der NVA.
Ein Bruder, der Priester Eberhard Tiefensee, ist emeritierter Professor für Philosophie und war Rektor der Katholisch-Theologischen Fakultät Erfurt (heute Katholisch-theologische Fakultät der Universität Erfurt). Ein weiterer Bruder, Volker Tiefensee (CDU), ist ebenfalls Politiker und ehemaliges Mitglied des Sächsischen Landtags.

### Privates
Wolfgang Tiefensee lebt in Erfurt und Gera. Er ist Vater von vier Kindern aus einer 2011 geschiedenen Ehe. Tiefensee lebt in einer Partnerschaft mit Sibylle Müller, der Geschäftsführerin der Kulturfabrik Apolda.

### Ausbildung und Beruf
Nach dem Abitur 1973 erwarb Wolfgang Tiefensee zunächst 1974 den Berufsabschluss als Facharbeiter für Nachrichtentechnik. Nach dem Wehrdienst, den er ohne Waffe als Bausoldat bis 1976 absolvierte, begann er ein Studium an der Ingenieurschule für Elektronik und Informationsverarbeitung in Görlitz und wurde 1979 Ingenieur für Industrielle Elektronik. Von 1979 bis 1986 arbeitete er als Entwicklungsingenieur in der Abteilung Forschung und Entwicklung des VEB Fernmeldewerk Leipzig. In dieser Zeit schloss er 1982 ein berufsbegleitendes Studium als Fachingenieur für Informatik im Bauwesen ab.
In den Jahren 1986 bis 1990 war er Entwicklungsingenieur in der Sektion Elektroenergieanlagen (Direktor: Siegfried Altmann) der Technischen Hochschule Leipzig. 1988 erwarb er mit einem weiteren berufsbegleitenden Studium den Abschluss als Diplom-Ingenieur für Elektrotechnik.

## Politische Laufbahn
1989 engagierte sich Wolfgang Tiefensee erstmals politisch in der Bürgerbewegung Demokratie Jetzt, die er am Runden Tisch in Leipzig vertrat. Der Runde Tisch entsandte ihn als hauptamtlichen Stadtrat in die Leipziger Stadtverwaltung. Er war kurzzeitig parteiloser Stadtverordneter der Fraktion von Bündnis 90 in der Leipziger Stadtverordnetenversammlung.
1990 wurde er zum Amtsleiter des Schulverwaltungsamtes der Stadt Leipzig gewählt. Ab 1992 war er Stadtrat (Beigeordneter) für Jugend, Schule und Bildung. 1994 wurde er dann Bürgermeister und erster Stellvertreter des amtierenden Oberbürgermeisters Hinrich Lehmann-Grube sowie Beigeordneter für Jugend, Schule und Sport. 1995 trat er in die SPD ein. Seit Januar 2024 ist Tiefensee ist einer der Co-Sprecher des Seeheimer Kreises in Thüringen.

### 1998–2005: Oberbürgermeister der Stadt Leipzig

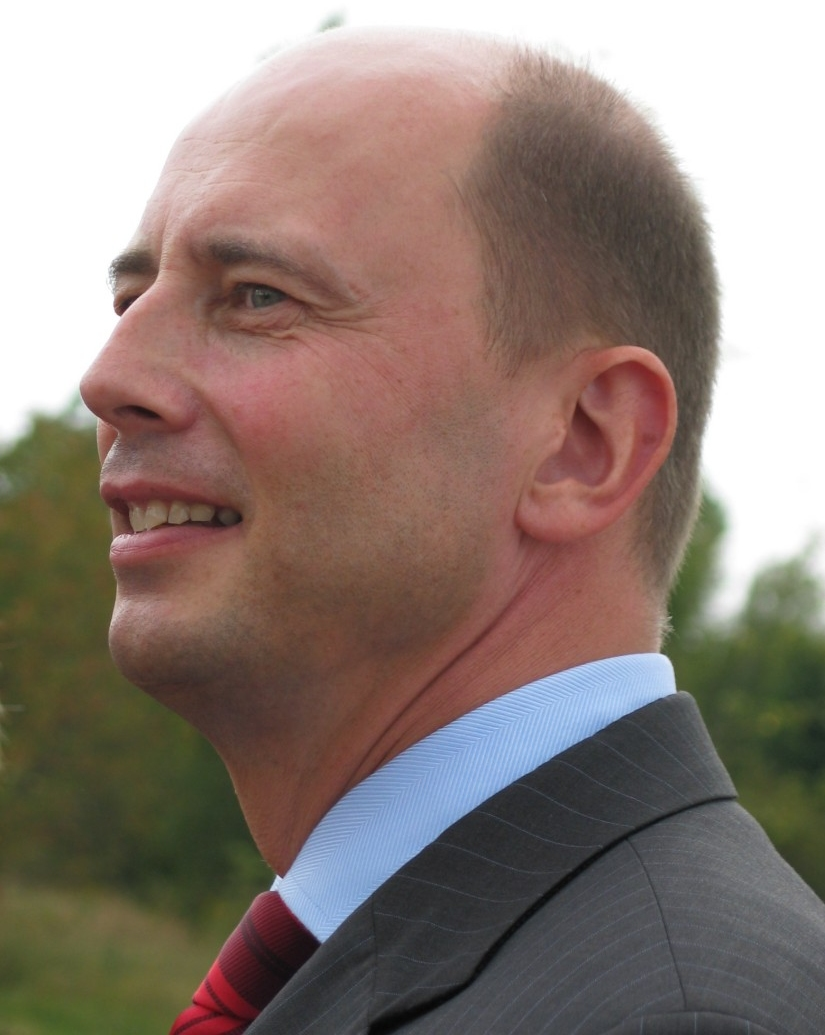
Wolfgang Tiefensee (2004)

Am 26. April 1998 wurde Wolfgang Tiefensee im zweiten Wahlgang mit 48,4 Prozent der Stimmen (Wahl mit einfacher Mehrheit) für sieben Jahre zum Oberbürgermeister von Leipzig gewählt und übte dieses Amt ab dem 1. Juli aus. Im ersten Jahr von Tiefensees Amtszeit wurde das Leipziger Stadtgebiet durch zahlreiche Eingemeindungen (u. a. Böhlitz-Ehrenberg, Engelsdorf, Wiederitzsch) erheblich vergrößert. Die Einwohnerzahl stieg dadurch um 12 Prozent, das Ziel, sie wieder über die Marke von 500.000 zu heben, wurde aber erst im Jahr 2005 erreicht. Tiefensee engagierte sich für die Ansiedlung von Großunternehmen in Leipzig. 1999 wurde Porsche Leipzig, 2001 das BMW-Werk Leipzig gegründet. DHL beschloss 2004, ihr Europa-Luftfracht-Drehkreuz an den Flughafen Leipzig/Halle zu verlegen.
Von 2001 bis 2005 war Wolfgang Tiefensee Vizepräsident des Sächsischen Städte- und Gemeindetages, in den Jahren 2002 bis 2004 zudem Präsident des Europäischen Städtenetzwerkes Eurocities.
Nach der Bundestagswahl 2002 lehnte Tiefensee das Angebot Gerhard Schröders ab, als Bundesminister für Verkehr, Bau- und Wohnungswesen in die Bundesregierung nach Berlin zu gehen. Dies begründete er mit seiner starken Verbundenheit mit Leipzig und der Einbindung in die Olympiabewerbung der Messestadt. 2003 gehörte Wolfgang Tiefensee der Kommission „Moderne Dienstleistungen am Arbeitsmarkt“ an, die das Hartz-Konzept für die Agenda 2010 ausarbeitete. In Tiefensees Amtszeit verkaufte die Stadt Leipzig Trinkwasserversorgungseinrichtungen der Kommunalen Wasserwerke (KWL) an US-amerikanische Investoren, um sie von diesen zurück zu leasen (Cross-Border-Leasing). Dieses Geschäft verursachte hohe Verluste für die Stadt (KWL-Skandal).
Als Oberbürgermeister trat er für die Bewerbung der Stadt Leipzig um die Ausrichtung der Olympischen Sommerspiele 2012 ein und war stellvertretender Aufsichtsratsvorsitzender der Bewerbungsgesellschaft „Leipzig 2012 GmbH“. Bei der Präsentation der Olympiabewerbung spielte Tiefensee auf dem Cello die Melodie des Kanons Dona nobis pacem. Leipzig wurde vom Nationalen Olympischen Komitee als deutsche Bewerberstadt ausgewählt, kam im internationalen Auswahlverfahren des Internationalen Olympischen Komitees jedoch nur auf den sechsten Platz und qualifizierte sich nicht für die Endausscheidung. Nach dem Ende der Olympiabewerbung stand Tiefensee wegen rechtswidriger Provisionszahlungen gegenüber den Gesellschaftern der Bewerbungs-GmbH in der Kritik.
Tiefensee verzichtete 2004 auf die Spitzenkandidatur der SPD für die sächsische Landtagswahl. Im Oktober 2004 war Tiefensee Mitglied der SPD-Delegation bei den Koalitionsverhandlungen mit der CDU zur Bildung der neuen sächsischen Landesregierung.
Bei der Oberbürgermeisterwahl am 10. April 2005 wurde Tiefensee im ersten Wahlgang mit 67,1 Prozent der Stimmen im Amt bestätigt und behielt dieses offiziell bis zur Amtseinführung seines Nachfolgers Burkhard Jung am 29. März 2006. Nach Tiefensees Ernennung zum Bundesminister führte sein erster Stellvertreter und Beigeordneter für Allgemeine Verwaltung Andreas Müller kommissarisch die Amtsgeschäfte des Stadtoberhaupts.

### 2005–2009: Bundesverkehrsminister in der großen Koalition

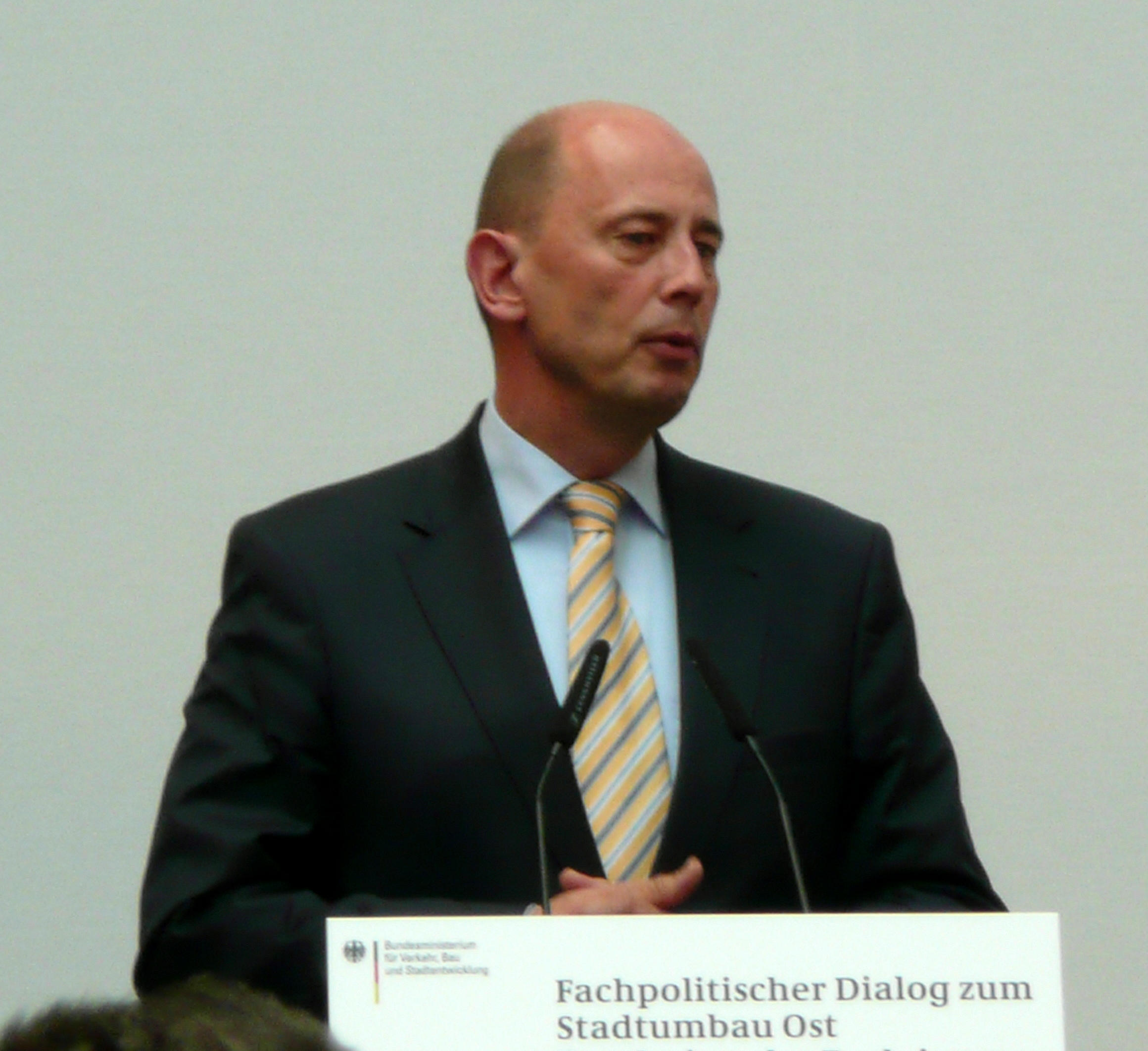
Wolfgang Tiefensee spricht in seiner Funktion als Bundesminister für Verkehr, Bau und Stadtentwicklung auf dem Fachpolitischen Dialog zum Stadtumbau Ost in Berlin (17. Juni 2008)

Am 13. Oktober 2005 nominierte ihn das SPD-Präsidium für einen Ministerposten in der zu bildenden Bundesregierung, am 15. November wurde er in den Bundesvorstand der SPD gewählt. Am 22. November 2005 trat Tiefensee das Amt des Bundesministers für Verkehr, Bau und Stadtentwicklung an und wurde zugleich Beauftragter der Bundesregierung für die neuen Bundesländer.
Anlässlich der Frühjahrstagung der Verkehrsministerkonferenz vom 18./19. April 2007 in Wernigerode Unterzeichnung der Absichtserklärung zum Geschichtsprojekt Brocken-Erklärung.
Nach der Bundestagswahl 2009 erhielt Tiefensee am 27. Oktober 2009 seine Entlassungsurkunde als Bundesminister und war bis zur Bildung des Kabinetts Merkel II nur noch geschäftsführend im Amt.
Tiefensee initiierte eines der vier Autobahn-Pilotprojekte mit öffentlich-privaten Partnerschaften (ÖPP) und war an der Gründung der Verkehrsinfrastrukturfinanzierungsgesellschaft beteiligt. Schon damals wurde er gewarnt, dass das Mautsystem nicht tragbar sein werde.
Gemäß einer internen Umfrage des Bundesverkehrsministeriums wurden die Führungsqualitäten von Tiefensee von einem erheblichen Teil der Mitarbeiter des Ministeriums angezweifelt, so gaben 57 Prozent der Befragten an, dass er diese Aufgabe „eher schlecht“ bzw. „schlecht“ erfülle, 11 Prozent sagten das Gegenteil. Darüber hinaus wurde er aufgrund der Personalie um die Referatsleiterin Martina Doehler-Behzadi kritisiert, welche das Referat Baukultur im Ministerium leitete. Tiefensee besetzte die Referatsleitung mit Marta Doehler-Behzadi, welche er persönlich aus seiner Zeit als Leipziger Bürgermeister kannte, allerdings erhielt diese, sofort nach Einstellung, Dienstbezüge gemäß Besoldungsgruppe B3, statt der üblichen Gruppe A15. Dadurch lagen ihre Dienstbezüge circa 25.000 Euro pro Jahr höher als üblich.

### 2009–2014: Bundestagsabgeordneter

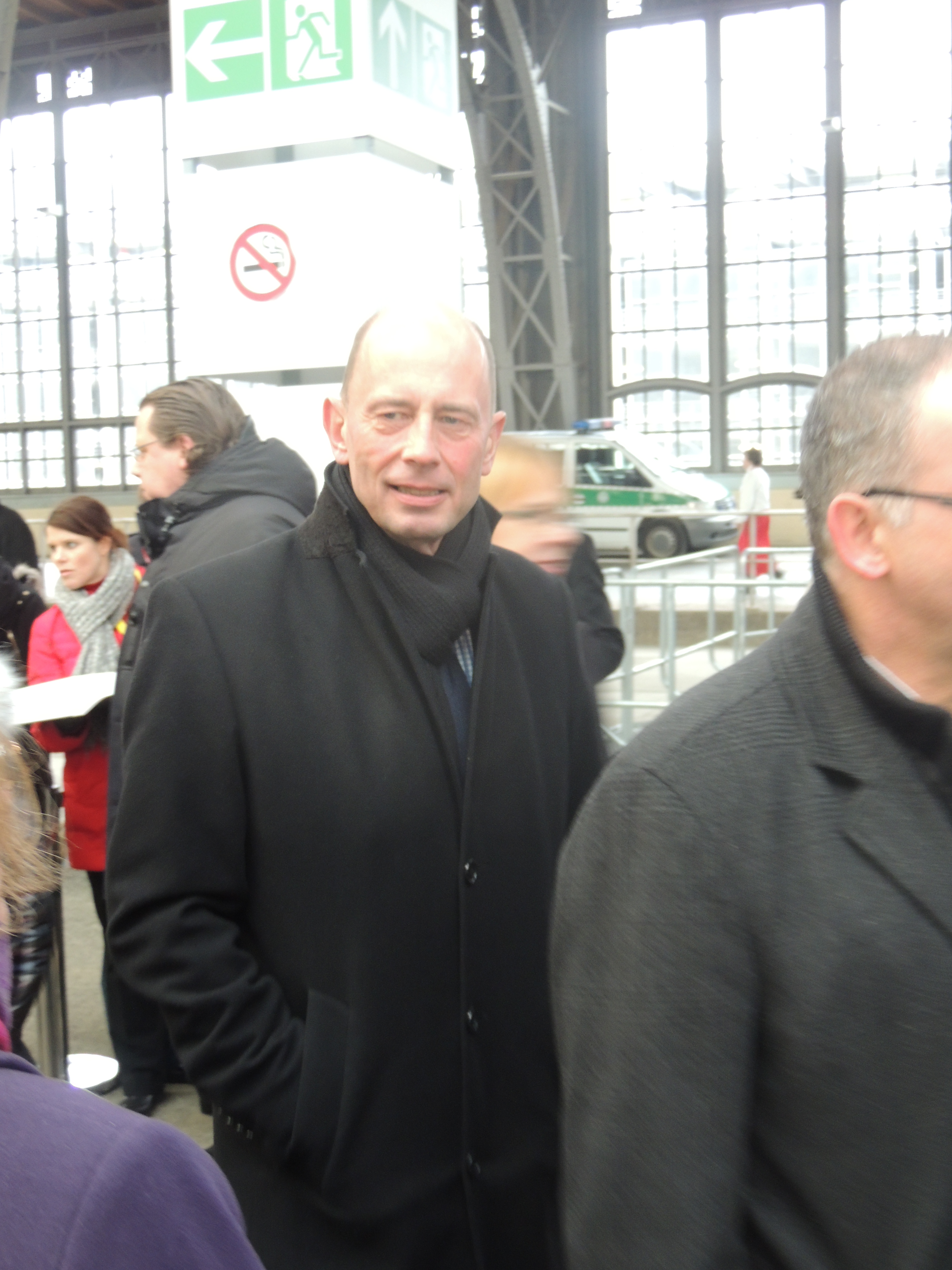
Tiefensee bei der Eröffnung des Citytunnels Leipzig (14. Dezember 2013)

Tiefensee gehörte ab 2005 dem SPD-Parteivorstand an. Seit Juni 2009 ist Tiefensee Vorsitzender des Forums Ostdeutschland der Sozialdemokratie e. V. (FOD), das sich mit aktuellen Problemen, die in den neuen Bundesländern behandelt werden müssen, befasst. Er ist außerdem stellvertretender Vorsitzender des Kuratoriums der Stiftung „Lebendige Stadt“ und Mitglied des Senats der Deutschen Nationalstiftung.
Tiefensee gehörte dem Deutschen Bundestag von 2009 bis 2014 an. Bei den Wahlen 2009 und 2013 trat er jeweils im Bundestagswahlkreis Leipzig II an, verfehlte das Direktmandat mit 23,0 bzw. 23,3 aber beide Male und zog über die Landesliste Sachsen ins Parlament ein. Ab Juni 2012 war er wirtschafts-, später auch energiepolitischer Sprecher der SPD-Bundestagsfraktion und wurde in dieser Funktion als Nachfolger von Garrelt Duin gewählt, der im Zuge seiner Ernennung zum Minister für Wirtschaft, Energie, Industrie, Mittelstand und Handwerk des Landes Nordrhein-Westfalen aus dem Bundestag ausschied. Nach seiner Ernennung zum Minister in Thüringen im Dezember 2014 verzichtete er auf sein Mandat, für ihn rückte Detlef Müller nach.

### 2014–2024: Wirtschafts- und Wissenschaftsminister in Thüringen
Nach der Wahl Bodo Ramelows zum Ministerpräsidenten des Freistaates Thüringen am 5. Dezember 2014 wurde Wolfgang Tiefensee Wirtschafts- und Wissenschaftsminister im Kabinett Ramelow I.
Seit dem 11. März 2018 ist er Vorsitzender der SPD Thüringen. In diesem Amt wurde er am 10. November 2018 mit 89,5 % vom Landesparteitag in Arnstadt bestätigt und per Akklamation zum Spitzenkandidaten für die Landtagswahl in Thüringen 2019 gekürt. Erstmals verzichtete die SPD dabei auf eine Kandidatur für das Amt des Thüringer Ministerpräsidenten. Bei der Landtagswahl wurde er als Spitzenkandidat der SPD über die Liste zum Landtagsabgeordneten gewählt und zog so in den Landtag ein. Das Direktmandat im Wahlkreis Gera II verpasste er mit 15,3 Prozent hingegen deutlich. Zum 4. Dezember 2019 legte Tiefensee sein bei der Landtagswahl am 27. Oktober 2019 über die Parteiliste erworbenes Landtagsmandat nieder, für ihn rückte Thomas Hartung nach. Im Kabinett Ramelow II wurde er am 4. März 2020 erneut zum Minister für Wirtschaft, Wissenschaft und digitale Gesellschaft ernannt. Zudem war er von März 2020 bis August 2021, als ihn Georg Maier in dieser Funktion ablöste, stellvertretender Ministerpräsident Thüringens. Mit dem Amtsantritt des Kabinetts Voigt schied er am 13. Dezember 2024 aus dem Ministeramt aus.

## Kritik und Kontroversen

### Hartz-IV-Empfänger als billige Sicherheitskräfte
Nach zwei gescheiterten Bombenanschlägen auf Regionalzüge Ende Juli 2006 hatte der Minister vorgeschlagen, Hartz-IV-Empfänger als Patrouillen im öffentlichen Nahverkehr einzusetzen, um die Sicherheit zu erhöhen. Diese Äußerungen stießen teilweise auf scharfe Ablehnung. Im November 2006 begann in Leipzig ein auf drei Jahre befristetes Modellprojekt „Aktiv-Office“, in dessen Rahmen rund 300 Arbeitslosengeld-II-Empfänger in Bahnen und Bussen mitfahren, um zum einen Randalierern Einhalt zu gebieten, zum anderen Müttern mit Kleinkindern sowie mobilitätseingeschränkten Personen zu helfen und einfache Nahverkehrs-Fragen von Fahrgästen zu beantworten.

### Privatisierung der Deutschen Bahn
Umstritten ist die Vorgehensweise Tiefensees in Bezug auf die beabsichtigte Privatisierung der Deutschen Bahn. Dabei gibt es verschiedene Modelle zur Ausgestaltung des Besitz- und Betreiberverhältnisse der Bahn-Infrastruktur, insbesondere des Schienennetzes. Auf Kritik Hartmut Mehdorns hin trat Tiefensee im Herbst 2006 für eine enge Verknüpfung von Infrastruktur und Deutscher Bahn ein, die dann vom Bundeskabinett beschlossen wurde. Mittlerweile haben Bundesministerien und Wirtschaftsinstitute festgestellt, dass dieses Vorhaben nicht mit dem Grundgesetz vereinbar ist. Damit würde letztendlich die Deutsche Bahn AG als Privatunternehmen von staatlichen Leistungen profitieren und weniger dem Gemeinwohl dienen.

### Tempolimit
Nach Medienberichten verwendete das Verkehrsministerium im März 2007 Zahlen aus dem Jahre 1996, um die behauptete Irrelevanz einer Geschwindigkeitsbeschränkung auf Autobahnen für die CO2-Bilanz zu belegen.

### Überflugverbot für Lufthansa Cargo
Russische Behörden sprachen am 28. Oktober 2007, vermutlich aus wirtschaftlichen Interessen, ein Überflugverbot gegenüber Lufthansa Cargo aus. Russland verlangte von dem deutschen Konzern, sein Frachtdrehkreuz aus dem kasachischen Astana ins sibirische Krasnojarsk zu verlegen. Trotz der Forderung, sich nicht erpressen zu lassen, lenkte Tiefensee am 2. November überraschend ein und erklärte, die Lufthansa sei zum Einlenken und damit zum Umzug des Lufthansa-Drehkreuzes nach Krasnojarsk in Russland bereit. Sein Verhalten bescherte ihm neuerliche Kritik.

### Bonuszahlungen für Vorstände der Deutschen Bahn
Im Rahmen des geplanten Börsengangs der Deutschen Bahn wurden u. a. auch umstrittene Sondertantiemen vereinbart, die im Falle der Bahnprivatisierung an die Bahn-Vorstände geflossen wären. Tiefensee stritt Ende Oktober 2008 zunächst ab, von diesen Tantiemen gewusst zu haben und entließ seinen Staatssekretär Matthias von Randow mit der Begründung, dass dieser ihn nicht über die Zahlungen informiert hätte. Diese Begründung stellte sich später als falsch heraus, da schon Anfang September 2008 Information über die Sonderzahlungen an die Öffentlichkeit gekommen waren. Am 2. November 2008 berichtete die Financial Times Deutschland, dass Tiefensee vom Aufsichtsratsvorsitzenden Werner Müller sogar bereits Mitte August in einem persönlichen Telefonat informiert worden sei und in diesem Telefonat keinerlei Bedenken geäußert habe.
Anfang November 2008 sorgte Tiefensee abermals für Negativschlagzeilen, als er vorschlug, dass die Bahn-Vorstände freiwillig auf die von seinem Ministerium abgesegneten Bonuszahlungen verzichten sollten.

## Ehrenamtliches Engagement
Am 12. Juni 2012 wurde Wolfgang Tiefensee als Nachfolger des nach seiner Wahl zum Bundespräsidenten zurückgetretenen Joachim Gauck zum Vorsitzenden der Vereinigung Gegen Vergessen – Für Demokratie gewählt. Dieses Amt hat er Ende 2014, mit Eintritt in die thüringische Landesregierung, aufgegeben.

## Ehrungen
Wolfgang Tiefensee ist seit 1999 als erster Deutscher Ehrenprofessor der Nanjing-Universität. Im Jahre 2003 verlieh ihm die Französische Republik den Titel „Ritter der Ehrenlegion“. Im selben Jahr erhielt er den Medienpreis Goldene Henne in der Kategorie Wirtschaft. Das in London erscheinende Foreign Direct Investment Magazine (fDi) wählte Wolfgang Tiefensee 2005 zu Europas „Personality of the Year“. 2004 erhielt er den Goldenen Rathausmann der Stadt Wien. Das politische Magazin Cicero wählte Wolfgang Tiefensee 2009 nach Bundeskanzlerin Angela Merkel zum wichtigsten Politiker der Neuen Bundesländer. Bereits 2003 wurde ihm die Goldene Ehrennadel der Oskar-Patzelt-Stiftung verliehen.

## Herausgeberschaft
Wolfgang Tiefensee war Mitherausgeber der 2017 eingestellten politischen Zwei-Monats-Zeitschrift Berliner Republik.

## Kabinette
- Kabinett Merkel I: Bundesminister für Verkehr, Bau und Stadtentwicklung und Beauftragter der Bundesregierung für die neuen Bundesländer (2005–2009)
- Kabinett Ramelow I: Minister für Wirtschaft, Wissenschaft und Digitale Gesellschaft (2014–2020)
- Kabinett Ramelow II: Minister für Wirtschaft, Wissenschaft und Digitale Gesellschaft (2020–2024) und Stellvertreter des Ministerpräsidenten (2020–2021)

## Veröffentlichungen
- Zusammen wachsen. In: Matthias Platzeck, Peer Steinbrück, Frank-Walter Steinmeier (Hrsg.): Auf der Höhe der Zeit. Vorwärts-Buch, Berlin 2007, ISBN 3-86602-629-3.
- Staat machen. Erfolgsgeschichten öffentlicher Institutionen. (zusammen mit Rainer Lindenau) München, Hanser-Verlag 2007, ISBN 3-446410-05-8.
- Jetzt schon das Land leben, auf das wir hoffen! In: Wolfgang Thierse (Hrsg.): Religion ist keine Privatsache. Patmos, Düsseldorf 2000, ISBN 3-491-72430-9.
- Einheit ohne Arbeit. In: Hasso Düvel, Herbert Scheibe, Tatjana Stahl (Hrsg.): Aufbau Ost. Notwendiges Übel oder Investition in die Zukunft?, Steidl, Göttingen 2000, ISBN 3-88243-727-8.
- Modell Leipzig. In: Armin Töpfer (Hrsg.): Die erfolgreiche Steuerung öffentlicher Verwaltungen. Dr. Th. Gabler Verlag, Wiesbaden 2000, ISBN 3-409-11668-0.